# Zeelugt
Zeelugt es una localidad de Guyana en la región Islas Esequibo-Demerara Occidental, ubicada 11 km al este de Parika.

## Demografía
Según censo de población 2002 contaba con 3688 habitantes. La estimación 2010 refiere a 3949 habitantes.
Población ecónomicamente activa
| Dato      | Funcionarios | Profesionales y técnicos | Clero | Comercio y Servicios | Act. agrícolas | Act. industriales | Ocup. elementales | S/D  | Total |
| --------- | ------------ | ------------------------ | ----- | -------------------- | -------------- | ----------------- | ----------------- | ---- | ----- |
| Población | 11           | 47                       | 26    | 246                  | 59             | 83                | 577               | 1129 | 2178  |